# アラモ (2004年の映画)
『アラモ』（The Alamo）は、ジョン・リー・ハンコック監督による2004年製作のアメリカ映画。アラモの戦いの13日間とテキサスの独立までを描く。

## あらすじ
当時メキシコ領であったテキサスの、アラモ砦に立てこもったアメリカ人と、それを包囲攻撃するメキシコ軍との壮絶な戦いを、史実に基づいて描いた作品。

## キャスト
※括弧内は日本語吹替
- サム・ヒューストン - デニス・クエイド（大塚明夫）

テキサス義勇軍を率いる将軍。
- デイヴィ・クロケット - ビリー・ボブ・ソーントン（野島昭生）

サムの顔見知り。銃の名手。
- ジム・ボウイ - ジェイソン・パトリック（山路和弘）

義勇兵。ナイフの名手。
- ウィリアム・トラヴィス - パトリック・ウィルソン（中村大樹）

ロサナという妻がいたが離婚した。チャーリーという息子もいる。
- サンタアナ - エミリオ・エチェバリア

メキシコ軍を率いる独裁者の将軍。
- ホアン・セギン - ジョルディ・モリャ（土田大）

大尉。
- ウィリアム・ワード - レオン・リッピー（佐々木敏）

義勇兵。
- グリーン・ジェームソン - トム・デイヴィッドソン

大佐。
- ジェームス・ボーナム - マーク・ブルカス

アラモの軍人。

## スタッフ
- 監督:ジョン・リー・ハンコック
- 脚本:レスリー・ボーエン/スティーブン・ギャガン/ジョン・リー・ハンコック
- 製作:マーク・ジョンソン/ロン・ハワード
- 製作総指揮: トッド・ハロウェル/フィリップ・ステュアー
- 撮影:ディーン・セムラー/A.C.S/A.S.C
- 美術:マイケル・コレンブリス
- 編集:エリック・L・ビーソン
- 衣装:ダニエル・オーランディ
- 音楽:カーター・バーウェル

## 映像ソフト
日本語吹替でDVD化されているが、1960年版と同じ名前なので混同しやすい。1960年版は収録時間が長く吹替が無い・2004年版は収録時間が短く日本語吹替が収録されており、レンタル店では前者に比べあまり置いていないなどの違いがある。